# Catopsis pedicellata
Espèce
Catopsis pedicellata est une espèce de plantes à fleurs de la famille des Bromeliaceae, présente dans les régions tropicales au Mexique et en Amérique centrale.

## Distribution
L'espèce est présente en Amérique du Nord au Mexique et en Amérique centrale, particulièrement au Costa Rica et au Guatemala.

## Description
L'espèce est épiphyte.